# فرانك إل. أوليفر
فرانك إل. أوليفر (بالإنجليزية: Frank L. Oliver)‏ هو سياسي أمريكي، ولد في 15 أبريل 1922 في فيلادلفيا في الولايات المتحدة، وتوفي في 1 فبراير 2018. حزبياً، نشط في الحزب الديمقراطي. وقد انتخب عضو مجلس نواب بنسيلفانيا.